# 乔治·卢卡斯
小喬治·沃爾頓·盧卡斯（英語：George Walton Lucas Jr.，1944年5月14日—），是美國電影導演、製片人和編劇，代表作是史詩式作品《星際大戰》和《印第安納瓊斯》系列（註：編劇）。其中《星際大戰》在美國人心目中擁有崇高地位，也打破了美國本土以及世界上多項票房紀錄。1977年的第一部《星際大戰》全球創下7.7億美金的票房，成為當時的票房冠軍，如果計算通貨膨脹，毛利點僅次於《亂世佳人》，是歷史上第二最賣座的電影。2015年，《富比士雜誌》估計盧卡斯的個人財富達到51億美元。
盧卡斯出生於加利福尼亞州莫德斯托，他的父親老喬治·沃爾特·盧卡斯在那裡開文具店。盧卡斯上唐尼高中時，對駕駛賽車產生了興趣，他夢想成為一個專業賽車手。但是，一次可怕的車禍突然中斷了這個夢想，並改變了他對於人生的觀點。在60年代，盧卡斯開始在洛杉磯南加州大學的電影電視專業學習電影，南加州大學是最早致力於電影的大學之一。他在那裡製作了多部短片，包括早期版本的《五百年後》，其後更成為他首部長篇故事片。畢業後，他與法蘭西斯·科波拉一起創建了美國活動畫片工作室，期望在倍受壓迫的好萊塢工作室制度外為電影製作者們創造一個能夠自由發揮的環境。美國活動畫片的想法雖然並未獲得真正的成功，但是從他的電影《美國風情畫》和《星際大戰》在財政上獲得的成功，讓盧卡斯可以在他家鄉以北的加州瑪林郡，設立自己的製片廠盧卡斯影業。天行者音效和光影魔幻工業分別是盧卡斯影業中處理聲音效果和視覺效果的子公司，它們已經成為他們領域最受尊崇的公司。盧卡斯電影遊戲，之後被改名為盧卡斯藝術，在電腦遊戲產業里也受到非常高的關注。
《星際大戰》在1977年被某些人尊為首部「高概念」電影，儘管其他人覺得第一部應該是史蒂芬·史匹柏在兩年前拍的《大白鯊》。實際上，盧卡斯和史匹柏早就認識，並且在之後的幾部電影中有合作。特別是1981年首集的印第安納·瓊斯《法櫃奇兵》。與史匹柏一起，經百視達確認後盧卡斯在影片中的職位是製片。在以回收投資為基礎方面，《星際大戰》被證明是最成功的電影。在盧卡斯放棄了《星際大戰》V和VI的導演酬勞，轉而取得電影衍生產品授權（電影公司認為它的擁有權不值錢）。這個決策使他直接從所有的遊戲、玩具和收集品的特許權中獲得上十億美元的版權費。到2005年，富比士在線估計在他有生之年由《星際大戰》的特許權產生的收入接近200億美元。盧卡斯因拒絕在他的《星際大戰》的片頭裡執行「片頭設計規範」（當時，美國導演協會的規定是在影片的片頭打出工作人員名單，而盧卡斯為了不影響《星際大戰》開場字幕的科幻效果，所以把名單放在片尾），被美國導演協會罰款。在付了罰款之後他退出了協會，並在二十年內不做電影導演的職務。1994年10月3日，盧卡斯開始寫《星際大戰》前傳三部曲。同年11月1日，他停下他手中的製片和日常營運工作，利用公休補假來完成他的前傳。2005年，盧卡斯獲得美國電影學會頒發的AFI終身成就獎。2024年，盧卡斯獲得第77屆坎城影展榮譽金棕櫚獎。

## 生平

### 早年
1944年出生于加利福尼亚州莫德斯托，他的父亲老乔治·沃尔顿·卢卡斯（George Walton Lucas Sr.）在那里开文具店。卢卡斯上唐尼高中时，对驾驶赛车产生了兴趣，他梦想成为一个专业赛车手。但是，就在高中毕业前不久的1962年6月12日，他遭遇车祸，导致严重的肺出血，他也因此中断了这个梦想。
他的父亲想要他继承自己的文具店，他则决心在30岁前做一个百万富翁。他先进入莫德斯托初级学院学习人类学、社会学和文学。同时，他和朋友约翰·普卢默（John Plummer）开始对电影产生兴趣。在普卢默的建议下，卢卡斯转学到洛杉矶南加州大学的电影电视专业学习电影，南加州大学是最早致力于电影的大学之一。他在那里制作了多部短片，包括早期版本的THX1138，其后更成为他首部长篇故事片。

### 创业
毕业后，他与弗朗西斯·科波拉一起创建了美国活动画片（American Zoetrope）工作室，期望在倍受压迫的好莱坞工作室制度外为电影制作者们创造一个能够自由发挥的环境。美国活动画片的想法虽然并未获得真正的成功，但是从他的电影《美国风情画》和《星際大戰》在财政上获得的成功，让卢卡斯可以在他家乡以北的加州玛林郡，设立自己的制片厂盧卡斯影業。天行者音效（Skywalker Sound）和工业光魔（Industrial Light and Magic），分别是卢卡斯影业中处理声音效果和视觉效果的子公司，它们已经成为他们领域最受尊崇的公司。卢卡斯电影游戏，之后被改名为LucasArts，在电脑游戏产业里也受到非常高的关注。
《星球大战》在1977年被某些人尊为首部“高概念”电影，尽管其他人觉得第一部应该是史蒂芬·史匹柏在两年前拍的《大白鲨》。实际上，卢卡斯和斯皮尔伯格早就认识，并且在之后的几部电影中有合作。特别是1981年首集的印第安纳·琼斯《法櫃奇兵》。与斯皮尔伯格一起，经百视达确认后卢卡斯在影片中的职位是制片。
在以回收投资为基础方面，《星球大战》被证明是最成功的电影。卢卡斯放弃了《星球大战》V和VI的导演酬劳，转而取得电影衍生产品授权（电影公司认为它的拥有权不值钱）。这个决策使他直接从所有的游戏、玩具和收集品的特许权中获得上十亿美元的版权费。到2005年，福布斯在线估计在他有生之年由《星球大战》的特许权产生的收入接近200亿美元。
卢卡斯因拒绝在他的《星球大战》的片头里执行“片头设计规范”（当时，美国导演协会的规定是在影片的片头打出工作人员名单，而卢卡斯为了不影响《星球大战》开场字幕的科幻效果，所以把名单放在片尾。），被美国导演协会罚款。在付了罚款之后他退出了协会，并在二十年内不做电影导演的职务。
1994年10月3日，卢卡斯开始写《星球大战》前傳三部曲。同年11月1日，他停下他手中的制片和日常营运工作，利用公休补假来完成他的前传。
2005年，卢卡斯获得美国电影学会颁发的AFI终身成就奖。
盧卡斯在2012年將擁有《星際大戰》和《法櫃奇兵》系列版權的盧卡斯影業賣給迪士尼後，卸下了盧卡斯影業主席的職務。出於尊重或公關需要，迪士尼在新拍《星際大戰》第7、8、9集時有諮詢盧卡斯的意見，但後者對新三部曲故事的影響力已很小（收購前盧卡斯對新三部曲原有另一種故事構想，但未被迪士尼採納）。對於新三部曲的表現，盧卡斯維持一貫的專業風度給予祝福，但也曾批評過新作是走復古風（retro feel）。

## 家庭
他领养了三个孩子：阿曼达（1981年生）、凯蒂（1988年生）和杰特（1993年生）。

## 电影
- 《五百年後》（THX1138，1971年）（导演、编剧）
- 《美国风情画》（American Graffiti，1973年）（导演、编剧）
- 《星際大戰四部曲：曙光乍現》（Star Wars Episode IV: A New Hope/Star Wars，1977年）（导演、编剧）
- 《星際大戰五部曲：帝國大反擊》（Star Wars Episode V: The Empire Strikes Back，1980年）（执行制片、共同编剧）
- 《法櫃奇兵》（Raiders of the Lost Ark，1981年）（执行制片）
- 《星際大戰六部曲：絕地大反攻》（Star Wars Episode VI: Return of the Jedi，1983年）（执行制片、共同编剧）
- 《魔宮傳奇》（Indiana Jones and the Temple of Doom，1984年）（执行制片）
- 《聖戰奇兵》（Indiana Jones and the Last Crusade，1989年）（执行制片）
- 《星際大戰首部曲：威脅潛伏》（Star Wars Episode I: The Phantom Menace，1999年）（导演、编剧、执行制片）
- 《星際大戰二部曲：複製人全面進攻》（Star Wars Episode II: Attack of the Clones，2002年）（导演、共同编剧、执行制片）
- 《星際大戰三部曲：西斯大帝的復仇》（Star Wars Episode III: Revenge of the Sith，2005年）（导演、编剧）